# Parafia św. Wincentego à Paulo w Bydgoszczy
Parafia św. Wincentego a Paulo w Bydgoszczy – rzymskokatolicka parafia w Bydgoszczy, erygowana w 1924 roku. Należy do dekanatu Bydgoszcz II.

## Historia
W 1923 roku misjonarze św. Wincentego a Paulo zostali zaproszeni do Bydgoszczy przez kardynała Edmunda Dalbora, prymasa Polski. Władze miasta wyznaczyły teren pod budowę kościoła i szkoły. Prace przygotowawcze pod budowę bazyliki rozpoczęto w 1924 roku. Pierwszym proboszczem został ks. Antoni Mazurkiewicz CM.
W 1931 roku rozpoczęło działalność Prywatne Gimnazjum Zgromadzenia Księży Misjonarzy w Bydgoszczy. Misjonarska szkoła funkcjonowała zaledwie dwa lata. Ze względu braków kadrowych i finansowych szkołę zamknięto, a uczniów przeniesiono do Krakowa.
Prace budowlane trwały do 1935 roku. Do wybuchu II wojny światowej kopułę pokryto dachem i pobudowano wewnętrzne schody łączące Dom Zgromadzenia z kościołem.
Dnia 5 września wojsko niemieckie zajęło dom Zgromadzenia Misji. W tzw. Krwawą Niedzielę, 9 września, na Starym Rynku zostali rozstrzelani pracujący w parafii: ks. Piotr Szarek i ks. Stanisław Wiorek. W lesie gdańskim zostali rozstrzelani: proboszcz i superior Domu ks. Jan Wagner CM i ks. Hieronim Gintrowski CM. Do obozu koncentracyjnego zostali wywiezieni: ks. Kazimierz Całka CM i ks. Edward Brandys CM. 16 września zamknięto kościół i przeznaczono go na magazyn dla niemieckich wojsk i policji. W 1945 roku wycofujące się wojska niemieckie podpaliły kościół.
Po wojnie prace budowlane przy odbudowie i wyposażaniu kościoła trwały do 1980 roku, kiedy dokonano konsekracji kościoła. W 1997 roku, w Gnieźnie, podczas mszy świętej papież Jan Paweł II ogłosił kościół Św. Wincentego a Paulo w Bydgoszczy bazyliką mniejszą.

## Działalność duszpasterska i charytatywna
W parafii działa wiele grup duszpasterskich, m.in. duszpasterstwo akademickie "Stryszek", chór Vincentinum, Młodzież Misjonarska, Młodzi+, Stowarzyszenie Cudownego Medalika, Wincentyńska Poradnia Rodzinna, wspólnota Barka, grupa modlitwy św. Ojca Pio, wspólnota Magnificat.
Przy parafii działa Stowarzyszenie Miłosierdzia św. Wincentego a Paulo, które prowadzi:
- stołówkę dla ubogich (wydaje około 200 posiłków dziennie i 37 ton żywności w ciągu roku);
- punkt medyczny wraz z apteką i ambulatorium (średnia ilość pacjentów około 30 osób miesięcznie);
- punkt konsultacji prawnej;
- punkt wydawania odzieży, sprzętu AGD;
- spotkania w zakresie szkoleniowym;
- rekolekcje dla biednych i ubogich;
- dom interwencyjny dla ubogich i potrzebujących przy ul. Nasypowej;
- ogrzewalnię;
- bar mleczny[3].

## Duszpasterze
W parafii i domu Zgromadzenia Misji posługuje aktualnie 11 księży i 1 brat (stan na 01.12.2024 r.):
- ks. Sławomir Bar CM - proboszcz, superior, dziekan dekanatu Bydgoszcz II, Stowarzyszenie Miłosierdzia św. Wincentego a Paulo;
- ks. Maciej Musielak CM - ekonom, dyrektor Wincentyńskiej Młodzieży Maryjnej;
- ks. Jan Pracki CM - kapelan Szpitala Uniwersyteckiego im. Antoniego Jurasza; katecheta
- ks. Hubert Kowalewski CM - katecheta;
- ks. Paweł Čopar CM - katecheta;
- ks. Tomasz Partyka CM - kapelan Szpitala Uniwersyteckiego im. dra Antoniego Jurasza, kapelan więziennictwa;
- ks. Łukasz Mostowik CM - katecheta, duszpasterz akademicki;
- ks. Marek Ristau CM - kapelan szpitala MSWIA,
- ks. Andrzej Rybka CM - kapelan Szpitala Dziecięcego im. Józefa Brudzińskiego, katecheta.
- ks. Józef Parafiniuk CM;
- ks. Wojciech Niezabitowski CM:
- br. Piotr Ziomber CM - zakrystianin, Stowarzyszenie Miłosierdzia św. Wincentego a Paulo[4].